# Berthasaura
Berthasaura ist eine Gattung von kleinwüchsigen Theropoden aus der Gruppe der Noasauridae. Die einzige bekannte Art der bislang monotypischen Gattung ist Berthasaura leopoldinae aus der Unterkreide (Aptium bis Albium) der Goio-Erê-Formation des Bundesstaates Paraná im Süden Brasiliens.

## Etymologie und Forschungsgeschichte
Der Gattungsname Berthasaura setzt sich zusammen aus Bertha, nach der brasilianischen Wissenschaftlerin und Frauenrechtsaktivistin Bertha Maria Júlia Lutz, in Kombination mit der Endung -saura, der weiblichen Form von saurus (Latein für „Echse“). Der Artzusatz leopoldinae ehrt einerseits die brasilianische Kaiserin Maria Leopoldina und andererseits die nach ihr benannte Sambaschule Imperatriz Leopoldinense.
Der Holotypus und bislang einzige Fossilbeleg wurde zwischen 2011 und 2015 bei Grabungsarbeiten an einer Fossilfundstelle bei Cruzeiro do Oeste im Nordwesten des Bundesstaates Paraná gefunden. Die Fundstelle ist wegen ihrer zahlreichen Überreste von Flugsauriern als „Cemitério dos Pterossauros“ („Pterosaurier-Friedhof“) bekannt. Die Erstbeschreibung von Gattung und Typusart erfolgte 2021 durch Geovane Alves de Souza, Marina Bento Soares, Luiz Carlos Weinschütz, Everton Wilner, Ricardo Tadeu Lopes, Olga Maria Oliveira de Araújo und Alexander Wilhelm Armin Kellner. Das Fossil umfasst ein nahezu vollständiges, aber disartikuliertes (nicht mehr im anatomischen Zusammenhang stehendes) Skelett mit Teilen des Schädels und des Unterkiefers. Es wird unter der Inventarnummer MN 7821-V am Museu Nacional da Universidade Federal do Rio de Janeiro in Rio de Janeiro aufbewahrt.

## Alterszuordnung
Die Fossilfundstelle von „Cemitério dos Pterossauros“ wird auf Basis sedimentologischer Befunde als nicht kartierbarer Ausläufer der Goio-Erê-Formation innerhalb der Rio-Paraná-Formation interpretiert. Beide, annähernd zeitgleich entstandenen, Formationen sind Teil der Caiuá-Gruppe, die im Bauru-Becken, einem Teilbecken des Paraná-Beckens, abgelagert wurde.
Die chronostratigraphische Zuordnung der Goio-Erê-Formation wird kontrovers diskutiert. Die Angaben in der Fachliteratur schwanken zwischen Turonium bis Campanium oder Coniacium bis Campanium (Oberkreide) und Aptium bis Albium (Unterkreide), wobei die Erstbeschreiber von Berthasaura letztere Interpretation bevorzugen.

## Merkmale

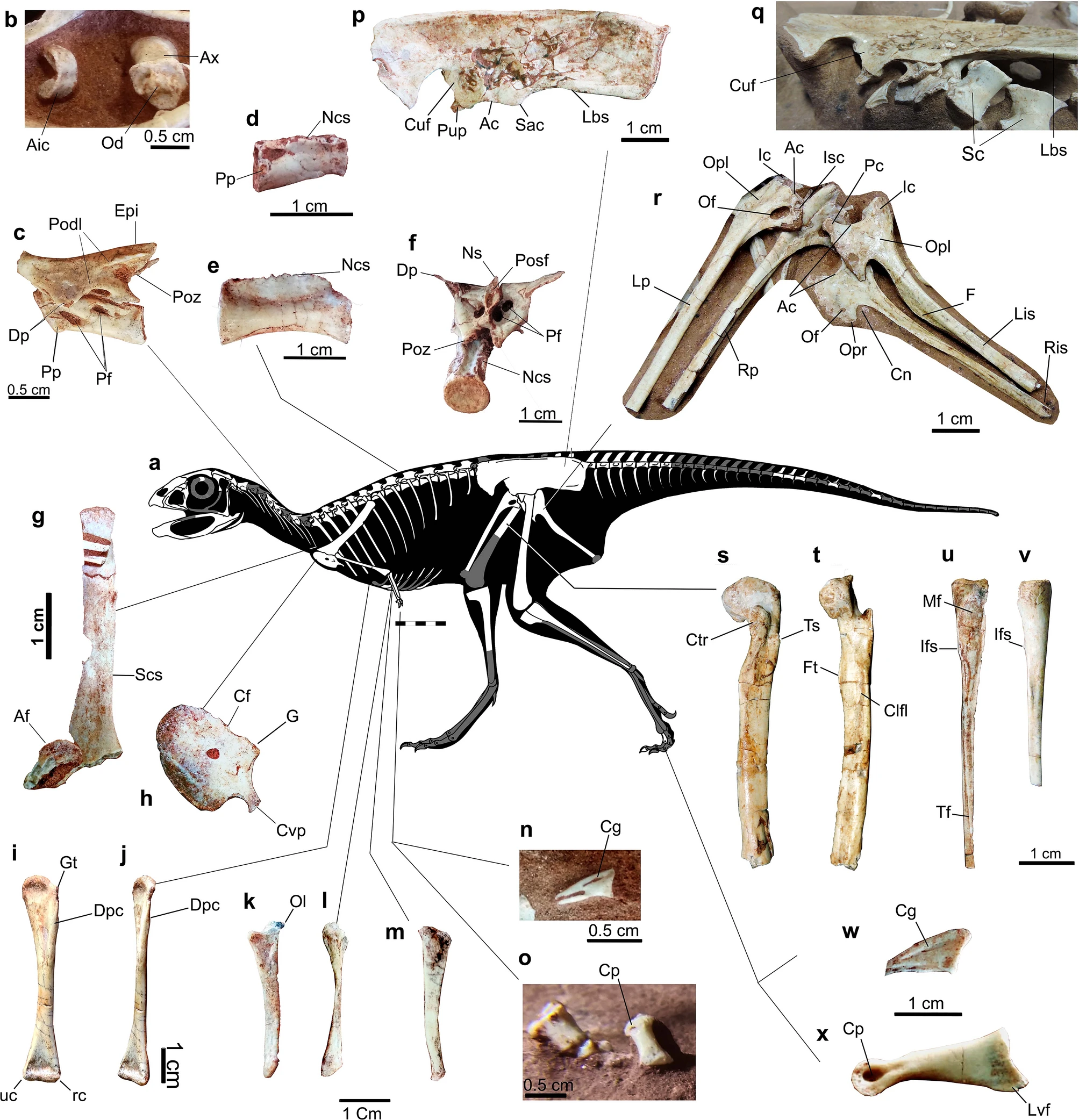
Skelettrekonstruktion (a) und für die Diagnose wesentliche Skelettelemente (b–x)

Der Holotypus MN 7821-V umfasst die Überreste eines kleinen Theropoden aus der Gruppe der Ceratosauria mit einer geschätzten Körperlänge von nicht mehr als einem Meter. Osteologische Befunde zeigen, dass Wirbelkörper und Wirbelbögen im Bereich der Hals- und Rückenwirbel noch nicht vollständig verwachsen und auch bei einigen Elementen des Schädelskeletts noch offene Suturen vorhanden sind. Die Langknochen zeigen sich dagegen als bereits vollständig verknöchert. Es wird dementsprechend vermutet, dass es sich bei MN 7821-V weder um ein Jungtier noch um ein voll ausgewachsenes Adulttier, sondern um ein junges, subadultes Individuum handelt.
Mehrere Synapomorphien unterstützen die Zuordnung von Berthasaura zu den Noasauridae. Die Hals- und Rückenwirbel sind deutlich langgestreckt. Bei den Halswirbeln (Teilabbildung „c“ in nebenstehender Abbildung) beträgt die Länge des Wirbelkörpers das zwei- bis dreifache von dessen Höhe. Bei den Rückenwirbeln (Teilabbildungen „d“ und „e“) erreicht die Länge der Wirbelkörper immerhin noch mehr als das 1,5-fache ihrer Höhe. Die Postzygapophysen („Poz“) der mittleren Halswirbel reichen caudal bis über den Wirbelkörper hinaus. Die Epipophysen („Epi“) der mittleren Halswirbel sind niedrig und erreichen weniger als ein Drittel der Höhe des Wirbelbogens. Die craniale Gelenkfläche der Wirbelkörper ist bei den Rückenwirbeln dorsoventral abgeflacht.
Das Rabenbein (Teilabbildung „h“) zeigt den, für die Noasauridae typischen, weiten Abstand zwischen der Knorpellippe („G“) und dem caudoventralen Fortsatz („Cvp“). Ein weiteres charakteristisches Merkmal der Noasauridae ist eine tiefe, medial gelegene Grube („Mf“) am proximalen Ende des Wadenbeins (Teilabbildungen „u“ und „v“).
Berthasaura unterscheidet sich von anderen Vertretern der Noasauridae insbesondere durch die unbezahnten Ober- (Prämaxilla, Maxilla) und Unterkiefer. Die paarige Prämaxilla weist an ihrem bukkalen Rand eine Serie von vertikal bis schräg orientierten Lamellen auf. Am caudoventralen Ende des bukkalen Randes der Prämaxilla befindet sich ein höckerartiger Vorsprung (Protuberanz). Das Dentale, der normalerweise zahntragende Knochen des Unterkiefers, ist kurz und weist rostral zum Mandibularfenster, einer Öffnung im Unterkiefer, nur eine Länge vom etwa 1,5-fachen seiner Höhe auf. Ein Hornschnabel (Rhamphotheca) war möglicherweise vorhanden. Das rostrale Ende des Spleniale (ein Unterkieferknochen) ist nicht gegabelt.
Der einzige andere Vertreter der Ceratosauria für den zahnlose Kiefer belegt sind, ist Limusaurus inextricabilis, aus dem Oxfordium von Xinjiang in China. Ob sich die Zahnlosigkeit bei Berthasaura ebenso wie bei Limusaurus erst in einem relativ späten ontogenetischen Stadium entwickelte oder ob auch Jungtiere bereits zahnlos waren, ist unbekannt.
Weitere Autapomorphien der Gattung finden sich im Bereich des Beckengürtels. Am caudalen Rand der beiden Sitzbeine („Lis“ und „Ris“ in der obenstehenden Abbildung) zeigt sich eine tiefe Einbuchtung („Cn“), wodurch die beiden Knochen hier einen markant hervortretenden, caudal ausgerichteten Zacken aufweisen. Eine simsartige Knochenleiste („brevis shelf“) am ventralen Rand des postacetabulären (hinter dem Acetabulum („Ac“) liegenden) Darmbeinfortsatzes (Teilabbildungen „p“ und „q“) ist nur lateral deutlich ausgebildet („Lateral brevis shelf“; „Lbs“), auf der medialen Seite jedoch stark reduziert.

## Systematik
Eine erste phylogenetische Analyse weist Berthasaura als bislang basalsten Vertreter der Noasauridae aus. Das nebenstehende Kladogramm basiert auf dieser Analyse und zeigt Berthasaura als Schwestertaxon einer Klade aus Deltadromeus und den von einigen Autoren als „Kern-Noasauridae“ bezeichneten Gruppen der Elaphrosaurinae und der Noasaurinae. Ein weiteres bemerkenswertes Ergebnis dieser Analyse ist die Stellung von Berberosaurus als basalstem Vertreter der Ceratosauria.
Im Gegensatz zu früheren Analysen bilden die Noasaurinae (Afromimus, Velocisaurus, Vespersaurus, Noasaurus und Masiakasaurus) keine eigenständige Klade, sondern eine Polytomie mit den Elaphrosaurinae. Die Analyse zeigt jedoch deutlich, dass keine nähere Verwandtschaft mit Limusaurus besteht, was als Hinweis darauf gewertet wird, dass sich Zahnlosigkeit innerhalb der Noasauridae zumindest zweimal unabhängig voneinander entwickelt hat.

## Palökologie
Die Sedimente der „Cemitério dos Pterossauros“-Fossillagerstätte wurden im Bereich eines dauerhaft, oder auch nur jahreszeitlich bedingt, bestehenden Wasserkörpers, wie etwa einem See, innerhalb eines Wüstengebietes mit ausgedehnten Dünenfeldern abgelagert. Die Lagerstätte setzt sich aus vier Bonebeds in unterschiedlichen, aber nahe beieinander liegenden stratigraphischen Niveaus zusammen. Alle vier Knochenansammlungen werden von Überresten des tapejariden Pterosauriers Caiuajara dobruskii dominiert. Während im hangendsten Bonebed ausschließlich Knochen von Caiuajara dobruskii zu finden sind, treten in den drei übrigen Bonebeds untergeordnet auch Überreste von anderen Wirbeltieren auf. Neben Berthasaura sind dies mit Keresdrakon vilsoni ein weiterer Pterosaurier und mit Vespersaurus paranaensis ein zweiter, vermutlich zahntragender Vertreter der Noasauridae. Mit Gueragama sulamericana ist zudem auch noch eine kleine Echse aus der Gruppe der acrodonten Leguanartigen vertreten.
Sowohl der sedimentologische als auch der paläontologische Befund lassen den Schluss zu, dass im Ablagerungsraum der Fossillagerstätte ein gewisses Maß an Vegetation vorhanden war. Ein Fossilbeleg dafür ist jedoch noch ausständig.
Die Wirbeltierreste der drei Bonbeds, in denen neben Caiuajara dobruskii auch noch andere Arten auftreten, sind meist weitgehend disartikuliert und zeigen unterschiedliche Grade von Verwitterungsspuren, in der Regel jedoch kaum Anzeichen von Abnutzung durch einen Transport über weitere Strecken. Das bedeutet, dass der Sterbeort in der Nähe des Ortes der Fossilwerdung lag und dass die Kadaver bis zur vollständigen Verwesung der Witterung ausgesetzt waren. Die Bildung der Bonebeds selbst wird auf sporadisch auftretende hochenergetische Ereignisse, wie etwa Sandstürme, zurückgeführt.
Die bislang bekannten Wirbeltierarten der Fossillagerstätte „Cemitério dos Pterossauros“ werden dementsprechend als Teile eines gemeinsamen Ökosystems in einer Wüstenoase interpretiert. Caiuajara dobruskii ernährte sich vermutlich, wie auch andere Vertreter der Tapejarinae, frugivor. Für Keresdrakon vilsoni wird hingegen eine Ernährungsweise als Aasfresser oder opportunistischem Räuber, ähnlich dem rezenten Marabu, vermutet. Vespersaurus paranaensis machte möglicherweise Jagd auf Caiuajara dobruskii. Wie sich Berthasaura in diese grob skizzierte Nahrungskette einfügt, ist noch nicht zur Gänze geklärt. Mehrere anatomische Merkmale deuten darauf hin, dass sich Berthasaura herbivor oder omnivor ernährt haben könnte.